# Борэйн, Ник
Николас «Ник» Борэйн (англ. Nicholas «Nick» Boraine; род. 14 ноября 1971, ЮАР) — южноафриканский актёр. Наиболее известен по роли Питера Эша в телесериале «Чёрные паруса» (2015).

## Биография
Николас Борэйн родился 14 ноября 1971 года. Отец будущего актёра, Алекс Борэйн, был политиком и участником движения против режима апартеида в ЮАР. В 1994 окончил Витватерсрандский университет со степенью бакалавра драматических искусств с отличием.
Начал сниматься на телевидении в 1997 году.
В 2004 снялся в телевизионном фильме «Копи царя Соломона», где Патрик Суэйзи играл главную роль. Борэйн исполнил роль русского наёмника Ивана Фликова. Год спустя актёр снялся в мини-сериале «Бермудский треугольник». В 2009 сыграл второстепенного злодея, лейтенанта Уэлдона, в фантастическом боевике «Район № 9»
В 2011 стал ассоциативным директором театральной организации Global Arts Corps.
В 2015 получил второстепенную роль во втором сезоне сериала «Чёрные паруса». Борэйн сыграл британца Питера Эша, губернатора колонии Каролина, известного своей жестокостью к пиратам. Также в сериале снималась жена актёра, Луиза Барнс.
В 2018 озвучил Стэнтона Шоу в компьютерной игре Call of Duty: Black Ops 4.

## Фильмография
| Год       |    | Русское название                   | Оригинальное название        | Роль                      |
| --------- | -- | ---------------------------------- | ---------------------------- | ------------------------- |
| 1998      | ф  | Чистильщик                         | Sweepers                     | Митч                      |
| 2000      | ф  | Я мечтала об Африке                | I Dreamed of Africa          | Дункан Мэйтленд           |
| 2004      | тф | Копи царя Соломона                 | King Solomon's Mines         | Иван Фликов               |
| 2005      | с  | Бермудский треугольник             | The Triangle                 | Рейлли                    |
| 2006      | ф  | Свора                              | The Breed                    | Люк                       |
| 2009      | ф  | Район № 9                          | District                     | лейтенант Крейг Уэлдон    |
| 2009      | с  | Филантроп                          | The Philanthropist           | психиатр                  |
| 2010      | с  | Ответный удар                      | Strike Back                  | Гарри Кёртис              |
| 2013      | тф | Челленджер                         | The Challenger               | инженер                   |
| 2014      | ф  | Спасение                           | The Salvation                | мужчина с сигарой         |
| 2014      | с  | Родина                             | Homeland                     | Алан Хенсли               |
| 2015      | с  | Книга негров                       | The Book of Negroes          | врач на корабле           |
| 2015      | с  | Чёрные паруса                      | Black Sails                  | лорд-губернатор Питер Эш  |
| 2015      | тф | Переломный момент                  | The Gamechangers             | Дуг Лёвенштейн            |
| 2016      | ф  | Братья из Гримсби                  | The Brothers Grimsby         | Джорис Смит               |
| 2016      | ф  | Объезд                             | Detour                       | преподаватель             |
| 2016      | ф  | Финансовый монстр                  | Money Monster                | британский репортёр       |
| 2016      | с  | Как избежать наказания за убийство | How to Get Away with Murder  | директор похоронного бюро |
| 2017      | с  | Пожарные Чикаго                    | Chicago Fire                 | Деннис Мак                |
| 2018      | ки | Call of Duty: Black Ops 4          | Call of Duty: Black Ops 4    | Стэнтон Шоу (голос)       |
| 2019      | с  | Последний кандидат                 | Designated Survivor          | Вутер Момберг             |
| 2019      | ки | Call of Duty: Modern Warfare       | Call of Duty: Modern Warfare | полковник Норрис (голос)  |
| 2020—2021 | с  | Морская полиция: Спецотдел         | NCIS                         | Мерриузер                 |
| 2021      | мс | Любовь. Смерть. Роботы             | Love, Death & Robots         | озвучивание               |
| 2022      | с  | ФБР: За границей                   | FBI: International           | Леон Бауэр                |
| 2022      | с  | Ради всего человечества            | For All Mankind              | Ларс Хагстрём             |
| 2022      | с  | 1923                               | 1923                         | Ричард Холланд            |